# Tácito (imperador)
Marco Cláudio Tácito (em latim: Marcus Claudius Tacitus; c. 200 – junho de 276) foi o imperador romano de 275 a 276.

## Vida
Tácito deve ter nascido no ano 200 d.C., a julgar que alegadamente tinha 75 anos quando foi proclamado imperador em 275. Sua vida antes deste ano é sobretudo referida pela História Augusta, cujo relato é encarado como totalmente ficcional; dentre as alegações feitas, há aquela de que foi aparentado com o historiador Tácito. A única informação segura sobre sua vida pregressa é que foi cônsul em 273 com Júlio Placidiano. Segundo Zósimo e João Zonaras, foi proclamado imperador pelo exército depois do assassinato de Aureliano (r. 270–275) no outubro de 275, talvez setembro ou novembro. À época, estava em Interamna Nahars, 60 quilômetros ao norte de Roma, de onde viajou à capital para ser confirmado pelo senado.
Como imperador, deificou Aureliano e então prendeu e executou muitas pessoas envolvidas em seu assassinato. Com isso, voltou sua atenção à defesa do império. Aureliano havia recrutado os hérulos e meótidas para invadir do Império Arsácida, mas com sua morte a expedição foi cancelada e os bárbaros, se sentindo frustrados, começaram a pilhar as províncias na Ásia Menor como Ponto, Galácia, Capadócia e Cilícia. Tácito nomeou seu irmão Floriano como prefeito pretoriano e eles marcharam contra os invasores, o que rendeu rendeu ao imperador o título de Gótico Máximo.
Em seu caminho de volta à Europa, faleceu. Zósimo e Zonaras alegam que havia nomeado seu parente Maximino como governador da Síria Palestina, mas o último foi assassinado e os assassinos, temendo sua reação, o assassinaram também; dizem ainda que alguns deles também estiveram envolvidos no esquema contra Aureliano. A História Augusta relata que Tácito adoeceu com febre e começou a mostrar sinais de megalomania. Se sabe que faleceu em junho de 276. Meses antes disso, havia sido nomeado para seu segundo consulado com Emiliano. Há evidência numismática para um terceiro consulado, mas não há registros nos fastos consulares conhecidos.
Teve filhos, cujos nomes não foram registrados. Sua família tinha propriedades em Interamna, Numídia e Mauritânia. Tácito foi descrito nas fontes como príncipe do senado (princeps senatus), consular de primeira sentença (primae sententiae consularis), e homem consular (consularibus vir).